# 글리콜알데하이드
글리콜알데하이드(영어: glycolaldehyde)는 HOCH2-CHO 화학식의 유기 화합물이다. 알데하이드기와 하이드록시기를 둘 다 포함하고 있는, 크기가 가장 작은 잠재적 분자이다. 생물권과 성간매질에서 발생하는, 반응성이 매우 높은 분자이다. 보통은 흰 고체 상태로 공급된다. 탄수화물 일반식 Cn(H2O)n을 준수하지만 일반적으로 사카라이드(당류)로 간주되지는 않는다.

## 구조
글리콜알데하이드는 기체로 존재한다. 고체와 액체 상태에서는 2분자체로 존재한다. 콜린스와 조지는 NMR을 사용함으로써 물 속에서의 글리콜알데하이드의 평형을 보고하였다. 수용액 상태에서는 적어도 4개 종의 혼합물로 존재하며 이것들은 빠르게 상호 전환된다.

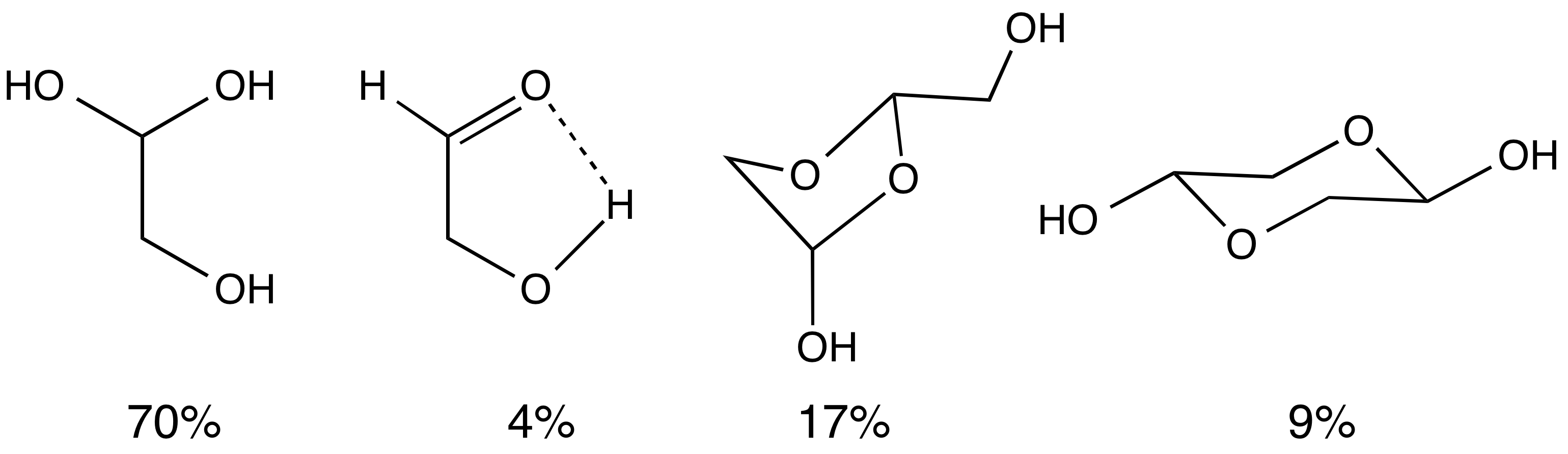
글리콜알데하이드의 구조와 분포. 자유 알데하이드는 매우 작은 부분을 차지하는 성분이다.

잠재적인 유일한 이탄당(2-탄소 단당류)이지만 이탄당이 꼭 사카라이드인 것은 아니다. 진정한 설탕은 아니지만 가장 단순한 형태의 설탕 관련 분자이다. 단맛을 내는 것으로 보고되었다.

## 합성
글리콜알데하이드는 열분해 오일(pyrolysis oil)을 준비할 때 2번째로 풍부한 화합물이다.(무게 비중에서 최대 10%에 이름)
글리콜알데하이드는 철 (II) 황산염이 존재하는 상태에서 과산화 수소를 사용하여 에틸렌 글라이콜의 산화를 통해 합성할 수 있다.

### 생합성
다른 해당(解糖) 방법으로 과당 1,6-이중인산에 케톨라아제를 반응시켜 형성할 수 있다. 이 화합물은 펜토오스 인산 측로 중에 티아민 피로인산에 의해 전달될 수 있다.